# Castletownshend
Castletownshend (irisch Baile an Chaisleán) ist eine Ortschaft an der irischen Südwestküste rund 8 km auf der Regionalstraße R595 von Skibbereen entfernt, in der Civil parish Castlehaven (irisch Gleann Bearcháin) im County Cork in der Provinz Munster. Castletownshend hatte bei der Volkszählung im Jahr 2022 167 Einwohner.

## Geschichte
Megalithische Bauwerke zeugen von der früheren Besiedlung der Gegend, darunter die Steinreihe von Gurranes, Knockdrum und der Steinkreis von Drombeg.
Eine erste urkundliche Erwähnung des Ortes stammt aus dem Jahre 1292. Damals hieß der Ort Glanbarrahane, benannt nach dem Felsental (glen), in dem der heilige Barrahane (Bearchán), ein Einsiedler aus dem 5. Jahrhundert, gelebt haben soll. Gleann Bearcháin ist noch immer der irische Name der Civil parish Castlehaven, zu der Castletownshend gehört. Richard Boyle, 1. Earl of Cork und Vater des Physikers Robert Boyle veranlasste im frühen 17. Jahrhundert, zur Zeit von Elisabeth I., nach der Schlacht von Kinsale eine Neugründung. Er wollte eine rein englisch-protestantische Bevölkerung in Castletownshend ansiedeln. 
Um die Mitte des 17. Jahrhunderts errichtete Richard Townsend, der als Oberst mit Oliver Cromwell gegen irische Aufständische gekämpft hatte, hier sein Schloss. Erst in der Folgezeit wurde der Ort nach der Familie Townsend Castletownshend genannt. Bei Bränden im 17. und im 18. Jahrhundert wurde das Schloss weitgehend zerstört, aber immer wieder aufgebaut. Es ist noch heute im Besitz der Familie.

## Sehenswürdigkeiten
Große Steinhäuser aus dem 18. Jahrhundert stehen entlang der Hauptstraße, die den steilen Hang hinunter zum Schloss und zum Hafen, Castlehaven Harbour, führt.  
Oben auf dem Hügel steht die Kirche St Barrahane der Church of Ireland. Sie ist bekannt für ihre Glasmalereien, die unter anderem von Harry Clarke (1889–1931) stammen. In der Kirche finden seit 1980 jedes Jahr das Saint Barrahane’s Church Festival Of Classical Music statt.

## Persönlichkeiten
In Castletownshend wohnte Edith Anna Somerville (1858–1949), die anfangs zusammen mit ihrer Cousine Violet Florence Martin (1862–1915) als Mitautorin und später allein zahlreiche humoristische Romane über Irland schrieb. Das Autorenpseudonym der beiden war Somerville und Ross, da sich Violet Martin als Autorin Martin Ross nannte. Ihre Romane über einen englischen Beamten in Irland wurden unter dem Titel The Irish R. M. in den 1980er Jahren als Fernsehserie gezeigt. Ihr Haus Drishane House ist heute ein Museum, das Erinnerungsstücke aus ihrem Leben zeigt und über die Arbeit von Edith Somerville als Schriftstellerin und Malerin informiert.
Nevill Coghill (1899–1980), ein irisch-britischer Literaturwissenschaftler, wurde hier geboren.

## Tourismus
Castletownshend besitzt einen Fischerhafen für Fischerboote und Yachten. Er wird im Sommer von vielen Yachten angelaufen. Im Ort gibt es drei Pubs. Bed and Breakfast wird seit 2007 auch im Schloss angeboten.